# Schlicherum
Schlicherum ist ein Stadtteil im Stadtbezirk Rosellen der Stadt Neuss im Rhein-Kreis Neuss.

## Lage
Nördlich von Schlicherum befindet sich der Stadtteil Norf, östlich von Schlicherum verläuft der Norfbach, südlich liegt der Stadtteil Rosellen und im Westen befinden sich die Stadtteile Bettikum und Hoisten.

## Geschichte

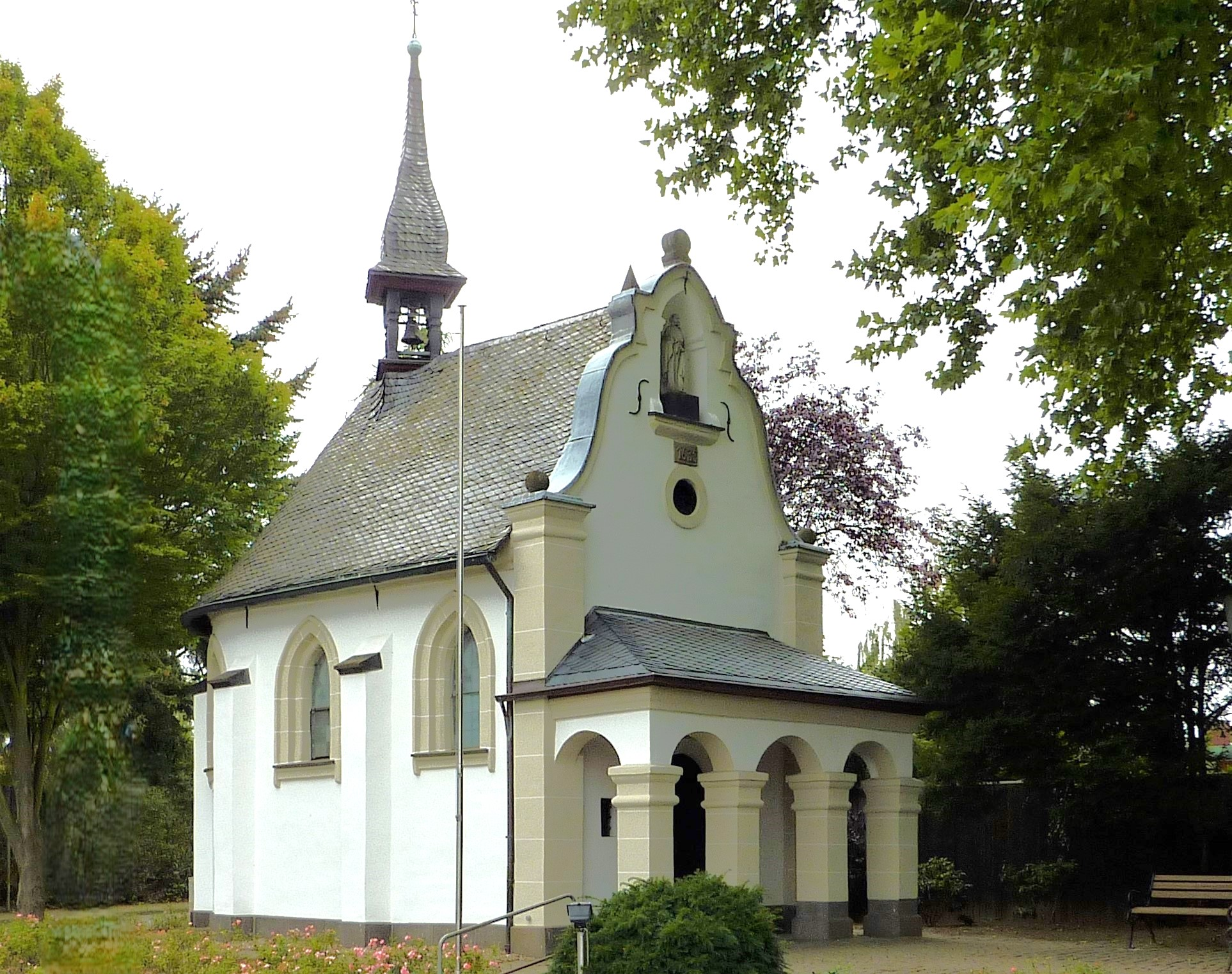
Kapelle St. Antonius in Schlicherum

Schlicherum wurde im Mittelalter als Slikero-heim, was so viel wie Heim der am Sumpf Wohnenden bedeutet, erstmals urkundlich erwähnt. Anklänge an die alte Schreibweise  sind noch im ersten Drittel des 19. Jahrhunderts nachweisbar. In einer von der preußischen Regierung 1823 herausgegebenen Aufzählung aller Gemeinden des preußischen Staates finden sich noch die Bezeichnungen Schlickerum und Schlicherum nebeneinander. 1830 verwendete Friedrich von Restorff in seiner Beschreibung der Preußischen Rheinprovinz allein die alte Schreibweise Schlickerum. In der Ausgabe des gleichen Nachschlagewerkes aus dem Jahr 1856 ist dagegen nur noch die heutige Form als offizieller Ortsname verzeichnet.
Schlicherum gehörte bis zum Jahre 1794 zum kurkölnischen Amt Hülchrath. Es war Teil des Gerichtsbezirkes – Dingstuhls – Hülchrath und des Kirchspiels Rosellen. 1794 besetzten die französischen Revolutionstruppen das Rheinland und Schlicherum wurde ein Teil der Commune Rosellen in der Mairie Norf. Im Jahre 1815 kam Schlicherum an die preußische Rheinprovinz und an die Gemeinde Rosellen, die der Bürgermeisterei Norf im Landkreis Neuß zugeordnet war. 165 Personen lebten nach Restorff vor 1830 am Ort.  1856 lag die Zahl der Einwohner nach Angaben der preußischen Behörden bei 185. Gemäß einer von der Erzdiözese Köln 1866 veröffentlichten demographischen Erhebung wurde das Dorf zu diesem Zeitpunkt von 203 Menschen bewohnt. Wahrscheinlich waren einige der Einwohner jüdischen Glaubens. Für das gesamte Kirchspiel Rosellen mit seiner damals 1489 Personen zählenden Bevölkerung verzeichnete die Statistik der Erzdiözese Köln aus dem Jahr 1866 10 Personen jüdischen Glaubens. Restorff ging für die Zeit vor 1830 von 49 jüdischen Einwohnern in der gesamten, 1828 1739 Menschen beherbergenden Bürgermeisterei Norf aus. Alle anderen Einwohner waren römisch-katholischer Konfession. Nachweisbar ist, dass der in der Pfalz 1758 geborene spätere Lehrer der kleinen jüdischen Gemeinde in Neuss, Josef Palm, 1828 in Schlicherum starb. 1927 wurde die Bürgermeisterei Norf in Amt Norf umbenannt. Seit dem 1. Januar 1975 ist Schlicherum ein Ort des Stadtbezirks Rosellen in der Stadt Neuss im Rhein-Kreis Neuss.
Erwähnung fand der Ort Schlicherum in den 1999 veröffentlichten Memoiren des amerikanischen Weltkriegsoffiziers William R. Buster. Der Kommandant des 92. gepanzerten Feldartillerie Bataillons beschrieb, dass seine Einheit am 11. März 1945 in der Nähe des Dorfes Feuerstellungen bezog, um von dort aus Ziele im immer noch von deutschen Truppen gehaltenen Düsseldorf zu beschießen. Nach seinen Angaben wurden dabei mehr als 3400 Granaten verschossen.

### Religion
Die überwiegend katholische Bevölkerung besitzt seit 1635 die Wallfahrtskapelle St. Antonius. Der Heilige Antonius, der am Niederrhein auch Ferkestünn genannt wird, ist der Schutzpatron der Bauern und ihrer Nutztiere, aber auch der Schweinehirten und Metzger.

### Einwohner
Jeweils zum 1. Januar:
- 1998: 720 Einwohner
- 2014: 1089 Einwohner

## Kultur und Sehenswürdigkeiten
- Wallfahrtskapelle zum heiligen Antonius: Die barocke Kapelle wurde im Jahre 1635 zu Ehren des heiligen Antonius erbaut. Sie besitzt im Inneren einen barocken Marienaltar.